# Resfeber
Resfeber kan även innebära en iver eller oro inför en resa.
Resfeber är en svensk Internetresebyrå som grundades i februari 1998.  
Företaget ägs av Resia som har ca 500 anställda och huvudkontor i Göteborg. Förutom verksamheten i Sverige, finns webbplatser i Danmark och Norge. Resfeber har årligen ca 57 000 resenärer och är baserat i Stockholm.
Resfebers produkter är bland annat flygbiljetter, paketresor, hotell, hyrbil och evenemang. Dessa säljs via företagets webbplats. 
Resmål är bland andra: Amsterdam, Bangkok, Barcelona, Berlin, Bryssel, Budapest, Dublin, Istanbul, Köpenhamn, Lissabon, Madrid, New York, Paris, Prag, Rom, Tallinn och Wien.
Resfeber samarbetar med Ecpat i kampen mot barnsexhandel.